# Roccella tinctoria
Espèce
Roccella tinctoria, l'orseille ou pourpre française, est une espèce de lichens marins filamenteux de la famille des Roccellaceae.
Il pousse en Macaronésie et sur la côte ouest de l'Amérique du Sud. On doit au botaniste suisse Pyrame de Candolle, sa première description en 1805. Il est proche du Roccella canariensis.